# Validita laboratorního testu
Validita laboratorního testu udává, jak přesné a spolehlivé jsou výsledky zaslané laboratoří. Má dvě hodnoty, senzitivita laboratorního testu a specificita laboratorního testu.
Hodnoty se zjišťují pomocí epidemiologické studie, kdy se vybere skupina prokazatelně zdravých a skupina prokazatelně nemocných, u obou se provede konkrétní laboratorní test.
Výsledky se zapíší do epidemiologické tabulky, které se také říká "tabulka 2×2" nebo "kontingenční tabulka".
| VALIDITA       | Skupina nemocných      | Skupina zdravých       |
| Test pozitivní | a (pravdivě pozitivní) | b (falešně pozitivní)  |
| Test negativní | c (falešně negativní)  | d (pravdivě negativní) |

Senzitivita Sn: Udává, jaké procento z nemocných laboratorní test zachytí. Sn=a/(a+c)

Specificita Sp: Udává jaké procento z testem označených za negativní je ve skutečnosti zdravých: Sp=d/(b+d)

Prediktivní hodnota pozitivního testu (Pozitivní prognostická hodnota PPV, positive predictive value, u klasifikací se nazývá přesnost) nám udává, jakou máme jistotu, že osoba je skutečně nemocná, když je test pozitivní: 
PPV=a/(a+b)

Prediktivní hodnota negativního testu (Negativní prognostická hodnota NPV, negative predictive value) nám udává, jakou máme jistotu, že osoba není nemocná, když je test negativní:
NPV=d/(c+d)

S validitou laboratorního testu souvisí výpočet prevalence (procenta nemocných v populaci).
Skutečná prevalence (true prevalence): P=(a+c)/(a+b+c+d)
Naměřená (zdánlivá) prevalence (apparent prevalence) AP=(a+b)/(a+b+c+d)
Pokud jsou do laboratoře poslány vzorky, pak výpočtem procenta pozitivních získáme zdánlivou prevalenci. Tuto hodnotu lze přepočítat na základě senzitivity a specificity laboratorního testu na skutečné hodnoty (skutečná prevalence). Rozdíly mezi naměřenou a skutečnou prevalencí mohou být značné. Skutečná prevalence je vždy vyšší než naměřená, a to často i několikanásobně.
Příklad:
100 vzorků krve skotu nad 2 roky stáří je vyšetřeno testem ELISA IDEXX. Vyjde 5 pozitivních, 95 negativních.
Naměřená prevalence je 5%
Skutečná prevalence se počítá dle vzorce P=[AP+(Sp-1)]/[Sn+ (Sp-1)]. Metodika národního kontrolního programu na paratuberkulózu skotu v USA udává pro tento test Sn=25%, Sp=97%.
Skutečná prevalence je 29%.
Tak značný může být rozdíl mezi naměřenou a skutečnou hodnotou. Podkladem pro výpočet kontrolních, ozdravných i certifikačních programů je skutečná prevalence. 
Provádět propočet výsledků testů dle jejich validity (Sn a Sp) je naprostá nutnost.
Věrohodnostní poměr - Likelihood ratio (LR) (viz LR nomogram) udává pravděpodobnost, že test dosáhne daného výsledku u nemocných pacientů, děleno pravděpodobností, že test dosáhne daného výsledku u zdravých osob.
Jsou dva druhy věrohododnostního poměru podle výsledku vyšetření:
LR pro pozitivní test:
LR+ = Sn/ (1-Sp)
podíl pravděpodobnosti, že nemocný člověk je testem diagnostikován jako pozitivní, a pravděpodobnosti, že zdravý člověk je chybně diagnostikován jako pozitivní.
LR pro negativní test:
LR- = (1-Sn)/Sp
podíl pravděpodobnosti, že nemocný člověk je testem chybně diagnostikován jako negativní, a pravděpodobnosti, že zdravý člověk je diagnostikován jako negativní

Věrohodnostní poměr se používá při výpočtu poměru šancí nemoci po testu (aposteriorní poměr šancí) pomocí Bayesovy věty, kdy se apriorní poměr šancí násobí věrohodnostním poměrem.
Validita laboratorního testu se týká pouze "study population", tedy skupiny, kterou lze efektivně daným testem vyšetřovat (viz Vzorkování populace (epidemiologie)). Nepatří sem jedinci v inkubační době a ti, u kterých se musí použít k průkazu jiný test.